# Dermestidae
Dermestidae là một họ bọ cánh cứng. Họ này được Latreille miêu tả khoa học năm 1804.

## Phân loại học
Họ này gồm các phân bậc thấp hơn gồm:
- Phân họ Dermestinae Latreille, 1804
  - Tông Dermestini Latreille, 1804
  - Tông Marioutini Jakobson, 1913
- Phân họ Thorictinae Agassiz, 1846
  - Tông Thaumaphrastini Anderson, 1949
  - Tông Thorictini Agassiz, 1846
- Phân họ Orphilinae LeConte, 1861
- Phân họ Trinodinae Casey, 1900
  - Tông Cretonodini Kirejtshuk and Azar, 2009 
  - Tông Thylodriini Semenov, 1909
  - Tông Trinodini Casey, 1900
  - Tông Trinoparvini Háva, 2010
- Phân họ Att ageninae Laporte, 1840
  - Tông Attagenini Laporte, 1840
  - Tông Egidyellini Semenov, 1914
- Phân họ Megatominae Leach, 1815
  - Tông Anthrenini Gistel, 1848
  - Tông Megatomini Leach, 1815